# Bryan Linssen
Bryan Linssen (Neeritter, 8 ottobre 1990) è un calciatore olandese, centrocampista del N.E.C..

## Biografia
È il fratello minore di Edwin Linssen, ex calciatore professionista.

## Carriera
Nella stagione 2008-2009 ha segnato 4 reti in 14 presenze nella seconda serie olandese con il Fortuna Sittard; l'anno seguente va invece a segno 7 volte in 30 presenze con l'MVV, sempre in seconda serie. Dal 2010 gioca con il VVV-Venlo, squadra militante in Eredivisie; nella sua prima stagione in massima serie ha giocato 10 partite senza mai segnare, mentre nella stagione 2011-2012 mette a segno 4 reti in 26 presenze. L'anno seguente va invece a segno 8 volte in 34 partite.
A seguito della retrocessione in Eerste Divisie del VVV-Venlo, nell'estate 2013 viene ceduto a titolo definitivo all'Heracles Almelo, squadra di Eredivisie, con cui nella stagione 2013-2014 totalizza 31 presenze ed 11 reti. Dopo un'esperienza al Groningen tra il 2015 e il 2017, è al Vitesse che si afferma con tre buone stagioni in cui mette insieme 96 presenze e 43 gol in Eredivisie. Nel luglio del 2020 firma per il Feyenoord. Nel 2022 va a giocare nella prima divisione giapponese agli Urawa Reds, con cui vince anche la AFC Champions League.

## Statistiche

### Presenze e reti nei club
Statistiche aggiornate all'1 gennaio 2025.
| Stagione                  | Squadra                   | Campionato                | Campionato | Campionato | Coppe nazionali | Coppe nazionali | Coppe nazionali | Coppe continentali | Coppe continentali | Coppe continentali | Altre coppe | Altre coppe | Altre coppe | Totale | Totale | Totale |
| Stagione                  | Squadra                   | Comp                      | Pres       | Reti       | Comp            | Pres            | Reti            | Comp               | Pres               | Reti               | Comp        | Pres        | Reti        | Pres   | Reti   |        |
| ------------------------- | ------------------------- | ------------------------- | ---------- | ---------- | --------------- | --------------- | --------------- | ------------------ | ------------------ | ------------------ | ----------- | ----------- | ----------- | ------ | ------ | ------ |
| 2008-2009                 | Fortuna Sittard           | ER                        | 14         | 4          | CO              | 0               | 0               | -                  | -                  | -                  | -           | -           | -           | 14     | 4      |        |
| 2009-2010                 | MVV                       | ER                        | 30         | 7          | CO              | 1               | 0               | -                  | -                  | -                  | -           | -           | -           | 31     | 7      |        |
| 2010-2011                 | VVV-Venlo                 | E                         | 10         | 0          | CO              | 1               | 0               | -                  | -                  | -                  | -           | -           | -           | 11     | 0      |        |
| 2011-2012                 | VVV-Venlo                 | E                         | 26+3       | 4+0        | CO              | 1               | 0               | -                  | -                  | -                  | -           | -           | -           | 30     | 4      |        |
| 2012-2013                 | VVV-Venlo                 | E                         | 34+2       | 8+0        | CO              | 1               | 2               | -                  | -                  | -                  | -           | -           | -           | 37     | 10     |        |
| Totale VVV-Venlo          | Totale VVV-Venlo          | Totale VVV-Venlo          | 70+5       | 12         |                 | 3               | 2               |                    | -                  | -                  |             | -           | -           | 78     | 14     |        |
| 2013-2014                 | Heracles Almelo           | E                         | 31         | 11         | CO              | 3               | 2               | -                  | -                  | -                  | -           | -           | -           | 34     | 13     |        |
| 2014-2015                 | Heracles Almelo           | E                         | 33         | 10         | CO              | 3               | 2               | -                  | -                  | -                  | -           | -           | -           | 36     | 12     |        |
| Totale Heracles           | Totale Heracles           | Totale Heracles           | 64         | 21         |                 | 6               | 4               |                    | -                  | -                  |             | -           | -           | 70     | 25     |        |
| 2015-2016                 | Groningen                 | E                         | 28+2       | 3          | CO              | 2               | 2               | UEL                | 6                  | 0                  | SO          | 1           | 0           | 39     | 5      |        |
| 2016-2017                 | Groningen                 | E                         | 28+2       | 10+1       | CO              | 1               | 0               | -                  | -                  | -                  | -           | -           | -           | 31     | 11     |        |
| Totale Groningen          | Totale Groningen          | Totale Groningen          | 56+4       | 13+1       |                 | 3               | 2               |                    | 6                  | 0                  |             | 1           | 0           | 70     | 16     |        |
| 2017-2018                 | Vitesse                   | E                         | 33+4       | 15+2       | CO              | 1               | 0               | UEL                | 5                  | 2                  | SO          | 1           | 0           | 44     | 19     |        |
| 2018-2019                 | Vitesse                   | E                         | 30+4       | 12         | CO              | 3               | 0               | UEL                | 4                  | 2                  | -           | -           | -           | 41     | 14     |        |
| 2019-2020                 | Vitesse                   | E                         | 25         | 14         | CO              | 3               | 0               | -                  | -                  | -                  | -           | -           | -           | 28     | 14     |        |
| Totale Vitesse            | Totale Vitesse            | Totale Vitesse            | 88+8       | 41+2       |                 | 7               | 0               |                    | 9                  | 4                  |             | 1           | 0           | 113    | 47     |        |
| 2020-2021                 | Feyenoord                 | E                         | 29+1       | 8+1        | CO              | 2               | 2               | UEL                | 6                  | 0                  | -           | -           | -           | 38     | 11     |        |
| 2021-2022                 | Feyenoord                 | E                         | 34         | 13         | CO              | 1               | 0               | UECL               | 18                 | 4                  | -           | -           | -           | 53     | 17     |        |
| Totale Feyenoord          | Totale Feyenoord          | Totale Feyenoord          | 63+1       | 21+1       |                 | 3               | 2               |                    | 24                 | 4                  |             | -           | -           | 91     | 28     |        |
| 2022                      | Urawa Reds                | JL1                       | 3          | 0          | CI+CJL          | 0+0             | 0+0             | -                  | -                  | -                  | -           | -           | -           | 3      | 0      |        |
| 2023                      | Urawa Reds                | JL1                       | 19         | 2          | CI+CJL          | 3+7             | 0+3             | ACL                | 6                  | 2                  | CmC         | 2           | 0           | 37     | 7      |        |
| 2024                      | Urawa Reds                | JL1                       | 17         | 2          | CI+CJL          | 0+0             | 0+0             | -                  | -                  | -                  | -           | -           | -           | 17     | 2      |        |
| Totale Urawa Red Diamonds | Totale Urawa Red Diamonds | Totale Urawa Red Diamonds | 39         | 4          |                 | 10              | 3               |                    | 6                  | 2                  |             | 2           | 0           | 57     | 9      |        |
| gen.-giu. 2025            | N.E.C.                    | E                         | 0          | 0          | CO              | 0               | 0               | -                  | -                  | -                  | -           | -           | -           | 0      | 0      |        |
| Totale carriera           | Totale carriera           | Totale carriera           | 443        | 127        |                 | 33              | 13              |                    | 45                 | 10                 |             | 4           | 0           | 524    | 150    |        |

## Palmarès

### Club

#### Competizioni internazionali
- AFC Champions League: 1

Urawa Red Diamonds: 2022